# Grijze koevogel
De grijze koevogel (Agelaioides badius) is een vogel uit de familie van de troepialen (Icteridae). De wetenschappelijke naam van de soort werd in 1819 als Agelaius badius gepubliceerd door Louis Pierre Vieillot.

## Veldkenmerken
De totale lengte van de vogel is ongeveer 18 centimeter. Het verenkleed is bijna geheel grijsbruin met een contrasterend zwart deel tussen de ogen en de snavelbasis. De bovenkant van de vleugels is roestkleurig.

## Leefwijze
De soort leeft sociaal en wordt doorgaans gezien in kleine groepen. Anders dan de "echte" koevogels van het geslacht Molothrus is deze soort geen broedparasiet. Omgekeerd is de roodokselkoevogel (Molothrus rufoaxillaris) een broedparasiet van de grijze koevogel, en terwijl de volwassen roodokselkoevogel zwart is, lijken de jonge vogels sterk op die van de grijze koevogel. 

## Verspreiding en leefgebied
Hij komt voor in Noordelijk Argentinië, Bolivia, Uruguay, Paraguay en Zuidelijk en Midden Brazilië. De grijze koevogel is als dwaalgast vastgesteld in Chili.
Er worden twee ondersoorten onderscheiden:
- A. b. badius: van oostelijk Bolivia en zuidelijk Brazilië tot Uruguay en zuidelijk Argentinië.
- A. b. bolivianus: centraal en zuidelijk Bolivia.

De bleke koevogel (Agelaioides fringillarius) werd lang als ondersoort van de grijze koevogel beschouwd.

## Status
De grijze koevogel heeft een groot verspreidingsgebied in half open landschappen, bestaande uit struiken en een klein aantal bomen. Over het algemeen is het een vrij veelvoorkomende vogel en daarom staat de soort als niet bedreigd op de Rode Lijst van de IUCN.